# Vetenskapsåret 1960

## Händelser

### Astronomiochrymdfart
- 1 april - USA skjuter ut världens första vädersatellit, Tiros 1, från Cape Canaveral AFS i Florida, USA, klockan 06.40 EST. TIROS står för Television InfraRed Observation Satellite.[1][2]  Samma kväll introduceras satellitväderprognoser till världen via TV för första gången. Bilderna tas från en höjd på 450 engelska mil [3].
- 15 maj - Den sovjetiska satelliten Sputnik 4 skjuts upp.
- 12 augusti - Första experimeniella Project Echo-kommunikationssatelliten går i omloppsbana.[4]
- 19 augusti - Den sovjetiska satelliten Sputnik 5 skjuts upp.
- Okänt datum - Astronomer upptäcker vad som först antas var en ljusstark stjärna som sänder ut radiovågor, men visar sig vara en rödförskjutning från en kvasar [5].

### Teknik
- Okänt datum - Theodore Maiman konstruerar den första användbara lasern.

## Pristagare
- Copleymedaljen: Harold Jeffreys
- Darwinmedaljen: Edred John Henry Corner
- Ingenjörsvetenskapsakademien utdelar Stora guldmedaljen till Gudmund Borelius
- Nobelpriset: [6]
  - Fysik: Donald A. Glaser
  - Kemi: Willard Frank Libby
  - Fysiologi/medicin: Frank Macfarlane Burnet, Peter Medawar
- Penrosemedaljen: Walter Hermann Bucher
- Wollastonmedaljen: Cecil Edgar Tilley [7]

## Födda
- 18 oktober – Craig Mello, amerikansk utvecklingsbiolog, nobelpristagare.

## Avlidna
- 24 april – Max von Laue, tysk fysiker, nobelpristagare.

### Fotnoter
1. ↑   "Chronology—April 1960", The World Almanac and book of fact 1961 pp164–168
2. ↑   "U.S. Puts Weather Satellite in Orbit", Oakland Tribune, April 1,1960, p1
3. ↑   "Space TV Spots Storm in Midwest—Scores Fabulous 'First'", The Independent (Long Beach, CA), April 2, 1960, p1
4. ↑  ”Echo 1, 1A, 2 Quicklook”. Mission and Spacecraft Library. NASA. Arkiverad från originalet den 27 maj 2010. https://web.archive.org/web/20100527211747/http://samadhi.jpl.nasa.gov/msl/QuickLooks/echoQL.html. Läst 6 februari 2010.
5. ↑  Astronomi, Tom McGowen, 1979
6. ↑  ”Nobelpriset”. http://nobelprize.org/nobel_prizes/lists/all/index.html. Läst 10 april 2011.
7. ↑  ”Geological Society”. Arkiverad från originalet den 5 juni 2011. https://web.archive.org/web/20110605102217/http://www.geolsoc.org.uk/gsl/society/history/page750.html. Läst 14 april 2011.